# العلاقات بين مولدوفا والاتحاد الأوروبي

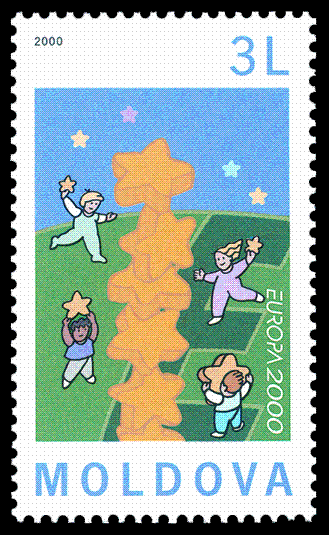
طابع عام 2000 يحتفل بمرور 50 سنة على إعلان شومان

تتشكل العلاقات بين مولدوفا والاتحاد الأوروبي حاليًا من خلال سياسة الجوار الأوروبية (ENP)، وهي أداة للسياسة الخارجية للاتحاد الأوروبي تتعامل مع الدول المجاورة للدول الأعضاء فيها.
مولدوفا لديها علاقات قوية مع رومانيا وهي دولة ليست عضو في الاتحاد الأوروبي. خلال فترة ما بين الحربين توحد البلدان. هما تشتركان في لغة وتقاليد وثقافة مشتركة. علم مولدوفا هو نسخة معدلة من العلم الروماني. على الرغم من النزعات القومية المولدوفية ووجود أقلية كبيرة من سكان روسيا، فإن الرومانيين، في حين لم يكن لديهم مطالبة مستمرة بالأراضي المولدوفية في حد ذاتها ، فإنهم ينظرون إلى المولدوفيين على أنهم رومانيون ثقافياً وعرقياً. تمكّنوا في فترة الاتحاد السابقة من الحصول على جواز سفر روماني وجنسية الاتحاد الأوروبي المتزامنة بشكل روتيني إلى المولدوفيين على أساس النسب. تعرف نسبة من المولدوفيين حاليًا كرومانيين.
مستوى الفقر في مولدوفا (البلد هو الأكثر فقرا بين أعضاء الاتحاد الأوروبي المحتملين) هو حجر عثرة أمام الانضمام. كما يمثل الخلاف عبر ترانسنيستريا، فيما يتعلق بجمهورية انفصالية أعلنت نفسها مدعومة من روسيا، عقبة أيضًا.
ومع ذلك، يعمل الاتحاد الأوروبي على تطوير علاقة وثيقة مع مولدوفا، تتجاوز التعاون، إلى التكامل الاقتصادي التدريجي وتعميق التعاون السياسي. افتتح الاتحاد الأوروبي مكتبًا في كيشيناو (عاصمة مولدوفا)، وعين في 23 مارس 2005 أدريان جاكوبوفيتس دي سيجيد ممثلاً خاصًا لمولدوفا مع التركيز على حل الأزمة في ترانسنيستريا. افتتحت المفوضية الأوروبية مكتبًا جديدًا في مولدوفا في 6 أكتوبر 2005 برئاسة سيزار دي مونتيس. الأولوية الاستراتيجية الرئيسية لمولدوفا الآن هي العضوية في المؤسسات الأوروبية.

## مقارنة
|                                 | وصلة=\|حدود European Union | وصلة=\|حدود Moldova |
| ------------------------------- | --- | --- |
| تعداد السكان                    | 447,206,135 | 2,681,735 |
| منطقة                           | 4,324,782 كيلومتر مربع (1,669,808 ميل2) | 33,846 km 2 (13068 ميل مربع) |
| الكثافة السكانية                | 115 / كم² (300 / ميل مربع) | 90.5 / كم 2 (234.4 / ميل مربع) |
| عاصمة                           | بروكسل (بحكم الواقع) | كيشيناو |
| المدن العالمية                  | باريس، روما، برلين، فيينا، مدريد، أمستردام، أثينا، دبلن، هلسنكي، وارسو، لشبونة، ستوكهولم، كوبنهاغن، براغ، بوخارست، نيقوسيا، بودابست، صوفيا، زغرب | كيشيناو، تيراسبول، بلوي، أورهي |
| حكومة                           | الديمقراطية البرلمانية فوق الوطنية على أساس المعاهدات الأوروبية | جمهورية دستورية برلمانية موحدة |
| القائد الأول                    | رئيس السلطة العليا جان مونيه | الرئيس ميرسيا سنجور |
| الزعيم الحالي                   | رئيس المجلس تشارلز ميشيل </br> رئيسة المفوضية أورسولا فون دير لين | الرئيس ايغور دودون </br> رئيس الوزراء ايون تشيكو |
| اللغات الرسمية                  | 24 لغة رسمية، 3 منها تعتبر "إجرائية" (الإنجليزية والفرنسية والألمانية) | مولدوفا |
| الأديان الرئيسية                | 72 ٪ المسيحية (48 ٪ الكاثوليكية الرومانية، 12 ٪ البروتستانتية، </br> 8٪ الأرثوذكسية الشرقية، 4٪ المسيحية الأخرى)، </br> 23٪ غير دينيين، 3٪ أخرى، 2٪ الإسلام | 92٪ الأرثوذكسية الشرقية، </br> 6٪ مسيحيون آخرون </br> 2٪ الدين |
| جماعات عرقية                    | الألمان (حوالي 80 مليونًا)، والفرنسيون (حوالي 67 مليونًا)، </br> الإيطاليون (حوالي 60 مليونًا)، الإسبانية (حوالي 47 مليونًا)، البولنديون (حوالي 46 مليونًا)، </br> الرومانيون (حوالي 16 مليونًا) والهولنديون (حوالي 13 مليونًا) واليونانيون (حوالي 11 مليونًا)، </br> البرتغالية (حوالي 11 مليون)، وغيرهم | 75.1٪ مولدوفا، </br> 7.0٪ روماني </br> 6.6٪ الأوكرانيون </br> 4.6٪ غاغاوز، </br> 4.1٪ روس، </br> 1.9٪ بلغاري، </br> 0.36٪ روماني، </br> 0.07٪ أقطاب، </br> 0.89٪ أخرى |
| الناتج المحلي الإجمالي (الاسمي) | 16.477 تريليون دولار، 31.801 دولار للفرد | 12.037 مليار دولار، 3,398 دولار للفرد |

## الاتفاقات
تنفذ مولدوفا أول خطة عمل مدتها ثلاث سنوات في إطار سياسة الجوار الأوروبية التابعة للاتحاد الأوروبي.
تمثل اتفاقية الشراكة والتعاون (PCA) الإطار القانوني لعلاقة جمهورية مولدوفا مع الاتحاد الأوروبي. تم التوقيع على الاتفاقية في 28 نوفمبر 1994 ودخلت حيز التنفيذ في 1 يوليو 1998 للسنوات العشر القادمة. ينص هذا الترتيب على أساس من التعاون مع الاتحاد الأوروبي في المجالات السياسية والتجارية والاقتصادية والقانونية والثقافية والعلمية.
إن خطة عمل الاتحاد الأوروبي لمولدوفا هي وثيقة سياسية تحدد الأهداف الاستراتيجية للتعاون بين مولدوفا والاتحاد الأوروبي. ويغطي إطار زمني مدته ثلاث سنوات. سيساعد تنفيذه على الوفاء بأحكام اتفاقية الشراكة والتعاون (PCA) وسيشجع ويدعم هدف مولدوفا في مزيد من الاندماج في الهياكل الاقتصادية والاجتماعية الأوروبية. سيؤدي تنفيذ خطة العمل إلى تقدم كبير في تقريب التشريعات والقواعد والمعايير المولدوفية إلى تشريعات الاتحاد الأوروبي.
بدأت مولدوفا والاتحاد الأوروبي في التفاوض على اتفاقية شراكة (AA)، بما في ذلك منطقة تجارة حرة عميقة وشاملة، لتحل محل اتفاقية الشراكة والتعاون في يناير 2010. أعربت حكومة مولدوفا عن أملها في التوقيع على اتفاقية الشراكة في نوفمبر 2013 في قمة الشراكة الشرقية،  وفي نوفمبر 2012، صرح مفوض الاتحاد الأوروبي للتوسيع وسياسة الجوار الأوروبية ستيفان فول أنه يمكن الانتهاء من المفاوضات بحلول ذلك الوقت. تم توقيع AA في البداية،  وتم التوقيع عليه في 27 يونيو 2014. يجب أن تصدق عليه الآن كل دولة طرف في المعاهدة. صدق برلمان مولدوفا على الاتفاقية في 2 يوليو 2014.
في 24 يناير 2011، تلقت مولدوفا رسميًا «خطة عمل» من أجل إنشاء نظام بدون تأشيرة للسفر لفترة قصيرة من مفوض الشؤون الداخلية في الاتحاد الأوروبي. في نوفمبر 2013، اقترحت اللجنة إلغاء متطلبات التأشيرة للزيارات القصيرة الأجل للمواطنين المولدوفيين الذين يحملون جوازات سفر بيومترية،  مع وزير الخارجية الليتواني ليناس لينكيفيوس يشير إلى أن التغيير يمكن أن يحدث في أوائل عام 2014. في 13 فبراير 2014، وافقت لجنة الحريات المدنية والعدل والشؤون الداخلية التابعة للبرلمان الأوروبي على رفع متطلبات التأشيرة،  وصوت البرلمان بالكامل لصالحه في 27 فبراير 2014. أعطى البرلمان والمجلس الأوروبي موافقتهم النهائية على السفر بدون تأشيرة لمواطني مولدوفا في 3 أبريل 2014،  وأصبح التغيير ساريًا في 28 أبريل 2014.

## العضوية
أصدر البرلمان الأوروبي قرارًا في عام 2014 ينص على أنه «وفقًا للمادة 49 من معاهدة الاتحاد الأوروبي وجورجيا ومولدوفا وأوكرانيا، بالإضافة إلى أي دولة أوروبية أخرى، لديها منظور أوروبي ويمكنها التقدم بطلب للحصول على عضوية الاتحاد الأوروبي وفقًا للامتثال مبادئ الديمقراطية واحترام الحريات الأساسية وحقوق الإنسان وحقوق الأقليات وضمان سيادة الحقوق».
في أبريل 2014، أثناء زيارة الحدود المولدوفية الرومانية في Sculeni ، صرح رئيس الوزراء المولدوفي Iurie Leanca ، «لدينا هدف طموح ولكني أعتقد أنه يمكننا الوصول إليه: القيام بكل ما هو ممكن لمولدوفا لتصبح عضوًا كامل العضوية في الاتحاد الأوروبي عندما تتولى رومانيا رئاسة الاتحاد الأوروبي في عام 2019». في يوليو 2017، قال أندريان كاندو، رئيس البرلمان في مولدوفا، إن البلاد تهدف إلى تقديم طلب للعضوية بحلول أواخر 2018 أو 2019.
تدعو بعض الأحزاب السياسية في كل من مولدوفا ورومانيا إلى دمج البلدين. سيدرج مثل هذا السيناريو أراضي مولدوفا الحالية في رومانيا وبالتالي في الاتحاد الأوروبي، على الرغم من أن مشكلة ترانسنيستريا ستظل مشكلة. فيما يتعلق بالحركة الحرة للعمل، يمكن القول أنه فيما يتعلق بالأفراد، فإن مولدوفا عضو فعلي في الاتحاد الأوروبي، حيث أن المولدوفيين سيحصلون تلقائيًا على جواز سفر روماني إذا أظهروا أن أسلافهم كانوا في مرحلة ما من الرومانية (هذا قبل انقسام البلدان).
ومع ذلك، فقد أعاقت العديد من القضايا الداخلية عملية التكامل. إن قضية جمهورية ترانسنيستريا الانفصالية التي لم يتم حلها تشكل عائقًا رئيسيًا أمام أي تقدم. أيضًا، عقدت منطقة غاغاوزيا المتمتعة بالحكم الذاتي في مولدوفا استفتاءين في 2 فبراير 2014 حيث رفضت أغلبية ساحقة من الناخبين الاندماج مع الاتحاد الأوروبي واختارت توثيق العلاقات مع روسيا.

## الوفد
وافتتح وفد الاتحاد الأوروبي إلى مولدوفا في كيشيناو في أكتوبر 2005، وحصل على مركز بعثة دبلوماسية ويمثل الاتحاد الأوروبي رسميًا في جمهورية مولدوفا.
وفود مثل وفد مولدوفا موجودة في جميع أنحاء العالم. إجمالاً هناك أكثر من 136.
تشمل ولاية الوفد ما يلي:
- تعزيز العلاقات السياسية والاقتصادية بين دول الاعتماد والاتحاد الأوروبي.
- مراقبة تنفيذ اتفاقيات الشراكة والتعاون بين الاتحاد الأوروبي ومولدوفا؛
- إعلام الجمهور بتطور الاتحاد الأوروبي وشرح سياسات الاتحاد الأوروبي الفردية والدفاع عنها؛
- المشاركة في تنفيذ برامج المساعدة الخارجية للاتحاد الأوروبي (خاصة TACIS و FSP و ENP)، مع التركيز على دعم التنمية الديمقراطية والحكم الرشيد والإصلاح التنظيمي وبناء القدرات الإدارية والحد من الفقر والنمو الاقتصادي.[28]

## التحالف من أجل التكامل الأوروبي
في أغسطس 2009، وافقت أربعة أحزاب سياسية مولدوفية على إنشاء ائتلاف حاكم يسمى التحالف من أجل التكامل الأوروبي. التزم الحزب الليبرالي الديمقراطي والحزب الليبرالي والحزب الديمقراطي ومولدوفا بتحقيق التكامل الأوروبي وتعزيز سياسة خارجية متوازنة ومتسقة ومسؤولة.
- التحالف من أجل التكامل الأوروبي (2009-2013)
- التحالف المؤيد لأوروبا (2013-2015)
- التحالف السياسي لمولدوفا الأوروبية (2015)
- التحالف من أجل التكامل الأوروبي الثالث (2015-2016)

## الرأي العام

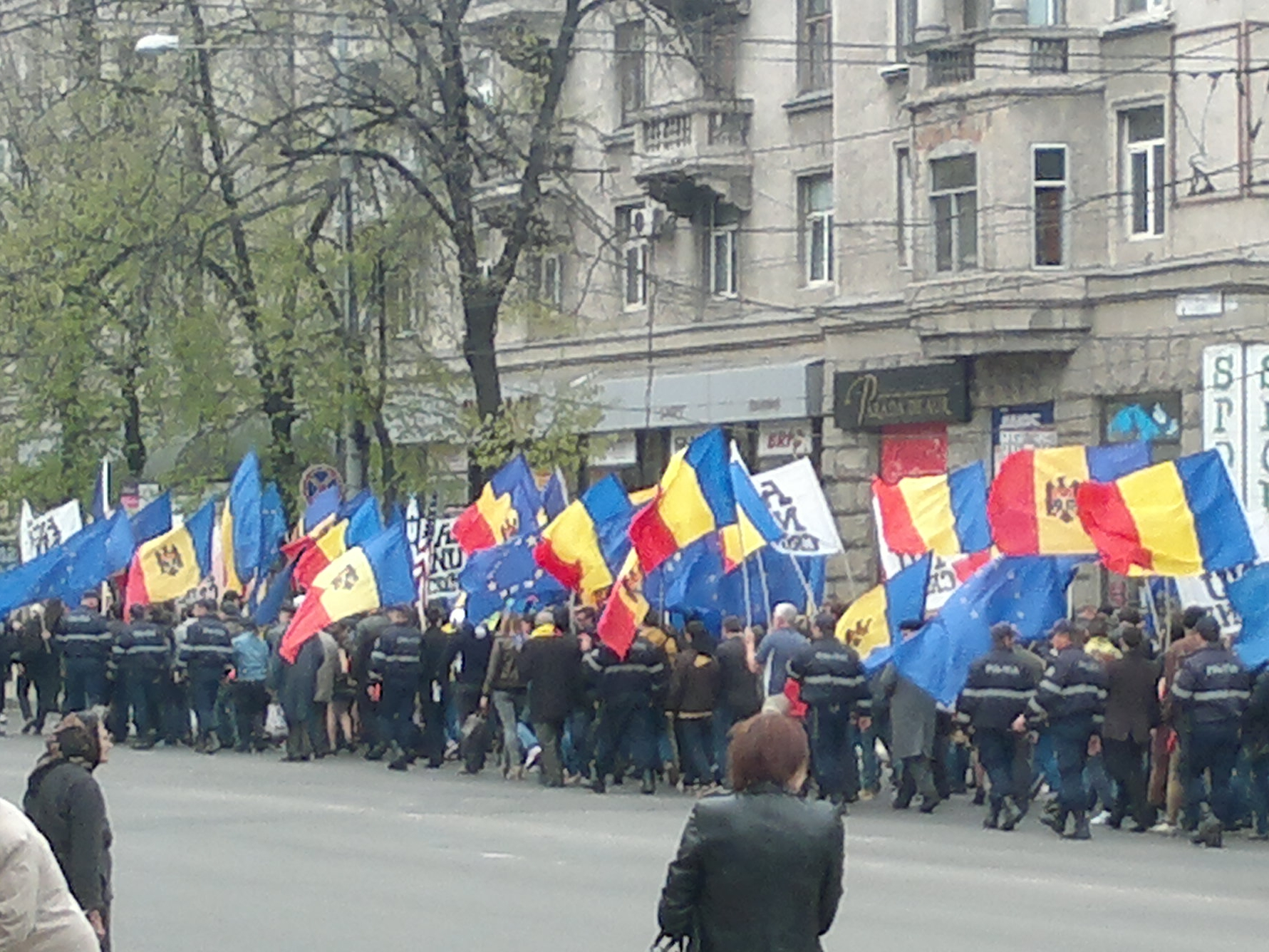
مظاهر مؤيدة للاتحاد الاوروبي في كيشيناو ، 6 أبريل 2014.

في 2 فبراير 2014، عقدت الوحدة الإقليمية المستقلة في غاغاوزيا استفتائين حول التكامل الأوروبي. في أحدها، صوت 98.4٪ لصالح الانضمام إلى الاتحاد الجمركي لبيلاروسيا وكازاخستان وروسيا، بينما عارض 97.2٪ في الثاني زيادة التكامل مع الاتحاد الأوروبي. أيد 98.9 ٪ أيضًا الاقتراح القائل بأن غاغاوزيا يمكن أن تعلن الاستقلال إذا اتحدت مولدوفا مع رومانيا. هناك قلق في غاغاوزيا من أن اندماج مولدوفا مع الاتحاد الأوروبي قد يؤدي إلى مثل هذا التوحيد مع رومانيا العضو في الاتحاد الأوروبي، والتي لا تحظى بشعبية في منطقة الحكم الذاتي.
أظهر استطلاع للرأي في يونيو 2018 أن 46 ٪ يفضلون انضمام مولدوفا إلى الاتحاد الأوروبي مقابل 36 ٪ فضلوا الانضمام إلى الاتحاد الاقتصادي الأوراسي.
| تاريخ              | سؤال                                                  | إلى عن على | ضد  | امتنع | لا أدري |
| ------------------ | ----------------------------------------------------- | ---------- | --- | ----- | ------- |
| سبتمبر 2014 - IMAS | عضوية الاتحاد الأوروبي                                | 47٪        | 35٪ | 8٪    | 11٪     |
| سبتمبر 2014 - IMAS | أدخل الاتحاد الجمركي لروسيا البيضاء وكازاخستان وروسيا | 48٪        | 35٪ | 8٪    | 9٪      |
| نوفمبر 2014 - IMAS | عضوية الاتحاد الأوروبي                                | 51٪        | 36٪ | 7٪    | 7٪      |
| نوفمبر 2014 - IMAS | أدخل الاتحاد الجمركي لروسيا البيضاء وكازاخستان وروسيا | 47٪        | 35٪ | 6٪    | 12٪     |

## التشكيك في مولدوفا
لدى مولدوفا طرفين متشككان تجاه الاتحاد الأوروبي: حزب الاشتراكيين لجمهورية مولدوفا الذي يملك 35 مقعدا في البرلمان من 101 مقعدا، وحزب our party الذي لا يوجد به مقاعد.